# 伊内丝·戈罗查特吉
伊内丝·戈罗查特吉（西班牙語：Inés Gorrochategui，1973年6月13日—），阿根廷女子网球运动员。她曾在1993年美国网球公开赛联同南非球手阿曼达·柯兹儿获得女子双打亚军。她也曾参加1996年夏季奥林匹克运动会。